# Unserer-Lieben-Frau-von-der-immerwährenden-Hilfe-Kirche (Paczków)

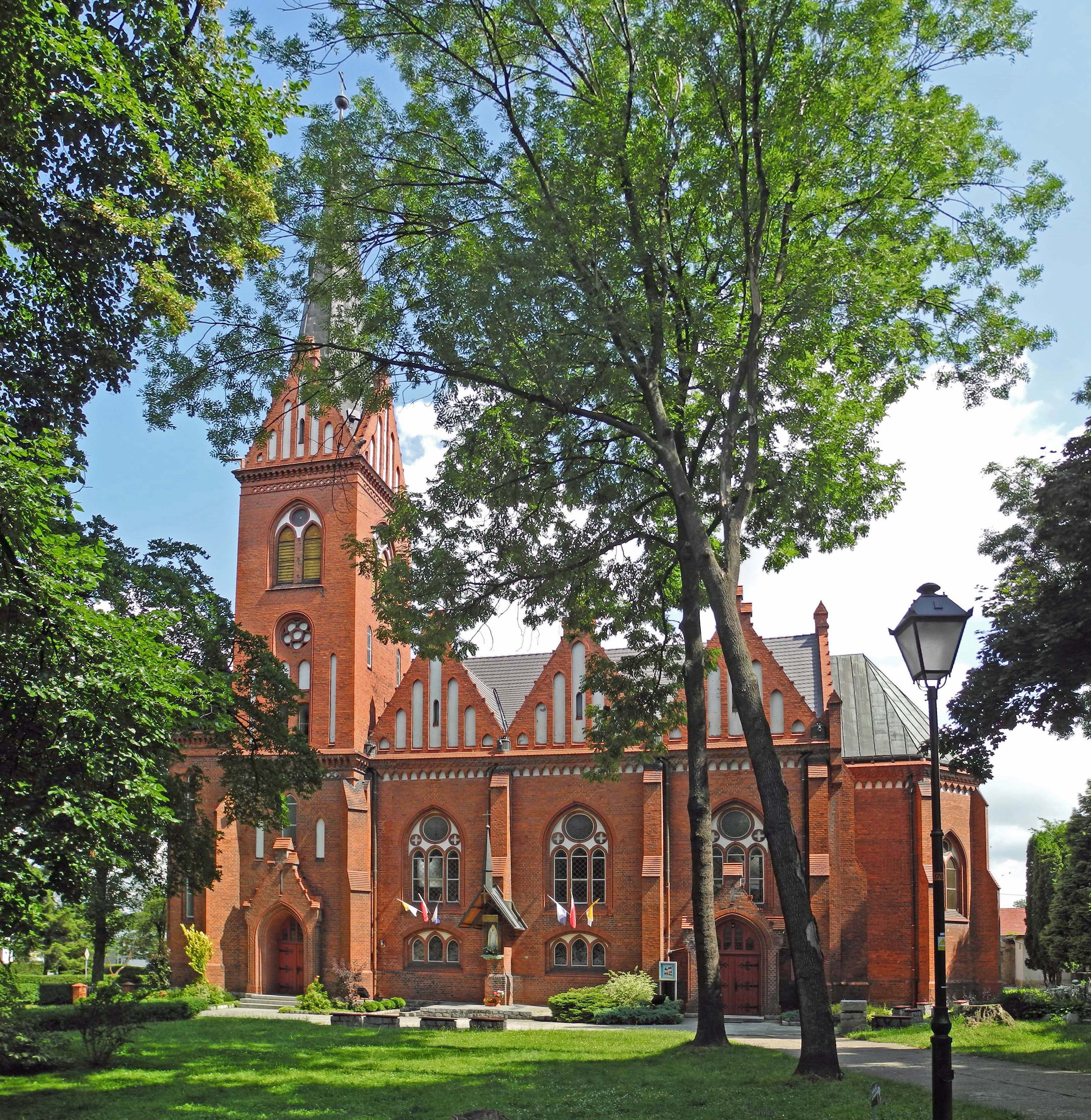
Unserer-Lieben-Frau-von-der-immerwährenden-Hilfe-Kirche (2017)

Unserer-Lieben-Frau-von-der-immerwährenden-Hilfe-Kirche (polnisch Kościół Matki Boskiej Nieustającej Pomocy, bis 1945 Evangelische Kirche) ist eine römisch-katholische Pfarrkirche in Paczków (deutsch Patschkau), die zum Dekanat Paczków der Diözese Opole gehört. Die Kirche liegt nördlich der Patschkauer Altstadt an der ul. Staszica Stanisława (bis 1945 Wallstraße).

## Geschichte
Das Kirchengebäude wurde 1903 im neogotischen Stil für die protestantische Gemeinde in Patschkau erbaut. Der Entwurf stammt von Bernard Nimptsch.
Nach 1945 wurde die Kirche von Katholiken übernommen.
1998 erfolgte ein Ausbau der Kirche unter dem polnischen Architekten Tadeusz Pomian Biesiekierski. Seit 2009 steht das Kirchengebäude unter Denkmalschutz.